# Kim Han-sol
Đây là một tên người Triều Tiên, họ là Kim.
Kim Han-sol(tiếng Hàn Quốc: 김한솔, sinh ngày 16 tháng 6 năm 1995) là con trai cả của Kim Jong-nam và là cháu nội của cố lãnh đạo Bắc Triều Tiên Kim Jong-il. Cha cậu,Kim Jong-nam, là người thừa kế rõ ràng, không chính thức cho đến năm 2001, khi ông bị thất sủng sau khi cố gắng bí mật thăm Disneyland ở Nhật Bản bằng hộ chiếu giả Cộng hòa Dominica tháng năm 2001. Chú của Kim Han-sol là Kim Jong-un,được chọn là người thừa kế trong tháng 9 năm 2010,và chính thức nắm quyền sau khi nhà lãnh đạo Kim Jong-il qua đời năm 2011.

## Tiểu sử
Kim Han-sol đầu tiên đến sự chú ý của công chúng vào năm 2011 khi cậu được chấp nhận bởi Li Po Chun United World College, một thành viên của phong trào UWC, du học tại Hồng Kông. Sau đó, cậu đã bị từ chối visa du học của chính phủ Hồng Kông. Vào cuối năm 2011, do một thông báo tuyển sinh của United World College (UWC) tại Mostar, cơ sở ở Bosnia-Herzegovina, các phương tiện truyền thông Hàn Quốc phát hiện một trong những sinh viên mới được nhận vào đại học là Kim Han -sol, là người trước đó ít được người ta biết đến. Các phương tiện truyền thông Hàn Quốc đã theo dõi nhiều tài khoản trực tuyến được duy trì bởi Han-sol. Các nội dung của các tài khoản đã được lan truyền rộng rãi trên mạng, cung cấp độ tương phản hoàn toàn với chế độ của ông nội. Trong bài viết nào khác nhau trên YouTube, Facebook, và Twitter, cậu đã bày tỏ cảm giác tội lỗi vì vai trò của gia đình đối với sự đau khổ của người dân Bắc Triều Tiên. Cậu bày tỏ sự cảm giác tội lỗi về việc mình có đủ ăn khi người dân của mình ở Bắc Triều Tiên đã bị chết đói, và cậu tỏ ra chỉ trích ông chú - người thừa kế -. Kim Jong-un.
Trong tháng 10 năm 2012, Kim đã có lần đầu tiên phỏng vấn bao giờ được truyền hình của mình (bằng tiếng Anh) với mạng truyền hình Phần Lan YLE, đưa ra một số ý kiến về mong muốn của mình cho đất nước thống nhất Triều Tiên, và không tranh cãi với những lời chê bai của người phỏng vấn về ông nội Kim Han-sol về sự cầm quyền của ông chú ở Bắc Triều Tiên.
Tính đến ngày 25 tháng 4 năm 2013 Bosnia Truyền thông đã báo cáo rằng Kim Han Sol đã không còn học ở UWC.
Trong tháng 12 năm 2013 Kim là học năm nhất tại trường Le Havre của trường đại học Khoa học Po của Pháp. Sau vụ hành quyết ông dượng của cậu Jang Sung-taek trong tháng 12 năm 2013, cậu đã được đặt dưới sự bảo vệ của cảnh sát.
Cha của Kim Han-sol của Kim Jong-nam đã chết ở Malaysia vào ngày 13 tháng 2 năm 2017 sau khi bị ám sát tại sân bay quốc tế Kuala Lumpur..